# Brode (Škofja Loka, Slovenija)
Brode je naselje u slovenskoj Općini Škofji Loki. Brode se nalazi u pokrajini Gorenjskoj i statističkoj regiji Gorenjskoj. 

## Stanovništvo
Prema popisu stanovništva iz 2002. godine naselje je imalo 148 stanovnika.